# Uff
Uff est un groupe vénézuélien de pop latino, originaire de Caracas, actif entre 1998 et 2003.

## Histoire
Le groupe est formé par de jeunes musiciens au style similaire à celui d'autres groupes tels que Menudo et Los Chamos, essayant d'émuler l'image de boys bands tels que No Authority, Backstreet Boys et Hanson. Le groupe fait ses débuts dans son pays natal en 1998 dans une émission de télévision intitulée Súper sábado sensacional. Deux ans plus tard, ils arrivent au Mexique, apparaissant dans l'émission Tempranito de TV Azteca, pour promouvoir leur premier album Ya lo ves, qui devient disque d'or au Mexique, grâce à la popularité de la chanson homonyme,.
En novembre 2003, après avoir sorti trois albums studio, le groupe a donné son dernier concert dans la ville de Monterrey (Mexique), sans annoncer qu'il s'agissait de ses adieux. Chacun de ses membres s'est tourné vers d'autres projets, Alexander Da Silva étant le plus connu après avoir mené une importante carrière d'acteur au cinéma, au théâtre et à la télévision. José Luis Graterol revient à la musique en tant que soliste en juin 2019 avec la sortie de son single UFF me encantas.
En Colombie, il y avait une station de radio pour enfants appelée Colorín ColorRadio sur Amplitud Modulada AM, à l'époque, les auditeurs, principalement des filles et des adolescentes, appelaient pour demander des chansons, pour jouer la chute sur la note avec certaines de leurs chansons et pour faire le Top 10 de la station qui était à l'antenne jusqu'en décembre 2006 et était la seule station qui était entendue tout le temps.

## Discographie
- 2000 : Ya lo ves
- 2001 : Uff'oria latina
- 2003 : A 10 centímetros